# 도요다촌 (후쿠시마현)
도요다촌(豊田村)은 후쿠시마현 아사카군에 일찍이 존재했던 촌이다.

## 지리
- 현재의 고리야마시 남부에 해당한다.

## 역사
- 1889년 4월 1일 - 정촌제 시행에 의해 나리타촌, 가와타촌이 합병해 아사카군 도요다촌이 성립하였다.
- 1954년 12월 10일 - 도요다촌은 나가모리정과 합병해 아사카정이 성립하여, 동일 도요다촌이 폐지되었다.

## 오아자
- 나리타 (成田)
- 가와다 (川田)

## 인구
- 1889년 1,273
- 1920년 2,119
- 1935년 3,383

## 참고문헌
- 角川日本地名大辞典編纂委員会『角川日本地名大辞典 7 福島県』、角川書店、1981年 ISBN 4040010701
- 日本加除出版株式会社編集部『全国市町村名変遷総覧』、日本加除出版、2006年 ISBN 4817813180